# Alboglossiphonia heteroclita
Alboglossiphonia heteroclita is een bloedzuiger die behoort tot de familie Glossiphoniidae. De soort heeft een kosmopolitische verspreiding. 

## Kenmerken
Het lichaam is plat, peervormig, 10 mm lang en 3 tot 4 mm breed. De meest voorkomende kleuren van de exemplaren zijn geelachtig of witachtig, sommige exemplaren zijn semi-transparant, met schaarse gelige stippen. De stippen van het dorsale oppervlak vormen een zwakke gelige streep, die zich uitstrekt van de somieten van het hoofd tot het middenlichaam.

## Habitat
Alboglossiphonia heteroclita leeft in verschillende soorten stromend en stilstaand water. Het geeft de voorkeur aan laaggelegen begroeide poelen of langzaam stromend water met oevervegetatie. Het komt voor van de laaglanden tot bergachtige streken. 

## Levenswijze
De soort jaagt op kleine ongewervelde dieren - voornamelijk op gastropoden, isopoden en oligochaeten.

## Taxonomie
Vanwege zowel morfologische als genetische verschillen zijn twee soorten (Alboglossiphonia hyalina en Alboglossiphonia striata) gescheiden van dit taxon (Trontelj 1997, Neubert & Nesemann 1999).